# Hipismo nos Jogos Pan-Americanos de 2023 - Saltos individual
A competição de saltos individual do hipismo nos Jogos Pan-Americanos de 2023 foi disputada entre 31 de outubro e 3 de novembro de 2023 na Escola de Equitação Regimiento Granaderos, em Quillota. Um total de 46 ginetes de 17 Comitês Olímpicos Nacionais (CON) participaram do evento.

## Calendário
Horário local (UTC−3).
| Data          | Hora  | Fase           |
| ------------- | ----- | -------------- |
| 31 de outubro | 11:30 | Fase 1         |
| 1 de novembro | 11:00 | Fase 2-1       |
| 1 de novembro | 14:30 | Fase 2-2       |
| 3 de novembro | 11:00 | Final – Fase A |
| 25 de outubro | 14:00 | Final – Fase B |

## Medalhistas
| Ouro   | BRA Stephan Barcha com Chevaux Primavera Imperio Egipcio |
| Prata  | USA Kent Farrington com Landon                           |
| Bronze | USA McLain Ward com Contagious                           |

## Resultados
A competição foi disputada em de três dias, com os melhores ginetes ao final das fases 1 e 2 (com limite de três conjuntos por CON) avançando para a fase final.

### Qualificação
| Pos. | Ginete                  | CON                                 | Cavalo                            | Fase 1 | Fase 2-1 | Fase 2-2 | Total | Notas |
| ---- | ----------------------- | ----------------------------------- | --------------------------------- | ------ | -------- | -------- | ----- | ----- |
| 1    | McLain Ward             | USA Estados Unidos                  | Contagious                        | 3.34   | 0        | 0        | 3.34  | Q     |
| 2    | Laura Kraut             | USA Estados Unidos                  | Dorado 212                        | 3.39   | 0        | 0        | 3.39  | Q     |
| 3    | Stephan Barcha          | BRA Brasil                          | Chevaux Primavera Imperio Egipcio | 4.06   | 0        | 0        | 4.06  | Q     |
| 4    | Pedro Veniss            | BRA Brasil                          | Nimrod de Muze Z                  | 0.26   | 4        | 0        | 4.26  | Q     |
| 5    | Tiffany Foster          | CAN Canadá                          | Figor                             | 4.40   | 0        | 0        | 4.40  | Q     |
| 6    | Nicolás Pizarro         | MEX México                          | Pia Contra                        | 5.26   | 0        | 0        | 5.26  | Q     |
| 7    | Eugenio Garza Pérez     | MEX México                          | Contago                           | 1.63   | 4        | 0        | 5.63  | Q     |
| 8    | Kent Farrington         | USA Estados Unidos                  | Landon                            | 5.64   | 0        | 0        | 5.64  | Q     |
| 9    | Amy Millar              | CAN Canadá                          | Truman                            | 1.71   | 4        | 0        | 5.71  | Q     |
| 10   | Luis Larrazabal         | VEN Venezuela                       | Condara                           | 2.41   | 4        | 0        | 6.41  | Q     |
| 11   | Beth Underhill          | CAN Canadá                          | Nikka Vd Bisschop                 | 4.02   | 4        | 0        | 8.02  | Q     |
| 12   | Damian Ancic            | ARG Argentina                       | Santa Rosa Chabacon               | 5.57   | 3        | 0        | 9.57  | Q     |
| 13   | Roberto Terán           | COL Colômbia                        | Dez' Ooktoff                      | 2.23   | 4        | 4        | 10.23 | Q     |
| 14   | Ignacio Maurin          | ARG Argentina                       | Chaquitos PS                      | 2.69   | 0        | 8        | 10.69 | Q     |
| 15   | Mario Deslauriers       | CAN Canadá                          | Emerson                           | 3.89   | 4        | 4        | 11.89 |       |
| 16   | Leandro Moschini        | ARG Argentina                       | Abril Iconthon                    | 5.05   | 7        | 0        | 12.05 | Q     |
| 17   | René Lopez              | COL Colômbia                        | Kheros Van'T Hoogeinde            | 0.72   | 8        | 4        | 12.72 | Q     |
| 18   | Samuel Parot Jr         | CHI Chile                           | Hfb Versace                       | 9.09   | 4        | 0        | 13.09 | Q     |
| 19   | José María Larocca      | ARG Argentina                       | Finn Lente                        | 4.27   | 4        | 5        | 13.27 | Q     |
| 20   | José Antonio Chedraui   | MEX México                          | H-Lucky Retto                     | 11.12  | 0        | 4        | 15.12 | Q     |
| 21   | Rodrigo Pessoa          | BRA Brasil                          | Major Tom                         | 4.55   | 4        | 8        | 16.55 | Q     |
| 22   | Agustín Covarrubias     | CHI Chile                           | Nelson du Petit Vivier            | 4.96   | 8        | 6        |       | Q     |
| 23   | Jorge Matte             | CHI Chile                           | Winning Good                      | 4.90   | 10       | 5        | 19.00 | Q     |
| 24   | Federico Fernández      | MEX México                          | Romeo                             | 7.33   | 8        | 8        | 23.33 |       |
| 25   | Nicolás Gamboa          | COL Colômbia                        | Nkh Mr. Darcy                     | 5.15   | 8        | 12       | 25.15 | Q     |
| 26   | Vasco Flores            | PUR Porto Rico                      | Cosmona                           | 6.80   | 13       | 6        | 25.80 | Q     |
| 27   | Karl Cook               | USA Estados Unidos                  | Caracole de La Roque              | 19.28  | 12       | 0        | 31.28 |       |
| 28   | Alonso Valdez           | PER Peru                            | Acuero                            | 3.52   | 24       | 4        | 31.52 | Q     |
| 29   | Juan Ortiz              | VEN Venezuela                       | Catch the Dark Z                  | 10.61  | 8        | 14       | 32.61 | Q     |
| 30   | Martín Rodríguez Vanni  | URU Uruguai                         | Champagne du Soleil               | 5.94   | 19       | 8        | 32.94 | Q     |
| 31   | Victoria Heurtematte    | PAN Panamá                          | Scarlett du Sart Z                | 6.03   | 17       | 17       | 40.03 | Q     |
| 32   | Juan Serra              | URU Uruguai                         | Quebelle                          | 18.73  | 10       | 13       | 41.73 | Q     |
| 33   | Alexandr Imschenetzky   | CHI Chile                           | Caspaccio                         | 6.89   | 34       | 8        | 48.89 |       |
| 34   | Raúl Guarino            | URU Uruguai                         | Quaido                            | 10.90  | 15       | 25       | 50.90 | Q     |
| 35   | Wylder Rodríguez        | EAI Equipe de Atletas Independentes | Highway S                         | 14.37  | 16       | 21       | 51.37 | Q     |
| 36   | Denis Gouvea            | PAR Paraguai                        | Lanciano SP                       | 13.54  | 19       | 21       | 53.54 |       |
| 37   | Reynaldo Daza           | BOL Bolívia                         | Doria One Loar Mystic Rose        | 17.96  | 25       | 25       | 67.96 |       |
| 38   | Andrés Soto             | DOM República Dominicana            | Optimus Blue                      | 55.31  | 19       | 8        | 82.31 |       |
| 39   | Gonzalo Meza            | ECU Equador                         | Diago                             | 17.16  | 38       | RET      |       |       |
| 39   | John Pérez Bohm         | COL Colômbia                        | Gigi-Carmen                       | 4.34   | EL       | 41       | 97.94 |       |
| 39   | Marlon Zanotelli        | BRA Brasil                          | Deesse de Coquerie                | 0.00   | 21       | RET      |       |       |
| 42   | Juan Sebastián González | ECU Equador                         | Demon                             | 12.95  | EL       |          |       |       |
| 42   | Ana Carolina Sandoval   | ECU Equador                         | My Lord's Way                     | 14.72  | EL       |          |       |       |
| 42   | Diego Bedoya            | BOL Bolívia                         | Skara Glen's Para Bellum          | 55.31  | RET      |          |       |       |
| 42   | Martín Vera             | PAR Paraguai                        | Della Cornet                      | 35.51  | EL       |          |       |       |
| 42   | Anna Gansauer           | ECU Equador                         | Day Dream                         | 13.31  | EL       |          |       |       |

### Final
| Pos.              | Ginete               | CON                                 | Cavalo                            | Fase A | Fase B | Total |
| ----------------- | -------------------- | ----------------------------------- | --------------------------------- | ------ | ------ | ----- |
| Medalha de ouro   | Stephan Barcha       | BRA Brasil                          | Chevaux Primavera Imperio Egipcio | 0      | 4      | 8.06  |
| Medalha de prata  | Kent Farrington      | USA Estados Unidos                  | Landon                            | 4      | 0      | 9.64  |
| Medalha de bronze | McLain Ward          | USA Estados Unidos                  | Contagious                        | 8      | 4      | 15.34 |
| 4                 | Laura Kraut          | USA Estados Unidos                  | Dorado 212                        | 4      | 8      | 15.39 |
| 5                 | Pedro Veniss         | BRA Brasil                          | Nimrod de Muze Z                  | 8      | 4      | 16.26 |
| 6                 | Amy Millar           | CAN Canadá                          | Truman                            | 8      | 4      | 17.71 |
| 7                 | Roberto Terán        | COL Colômbia                        | Dez' Ooktoff                      | 4      | 4      | 18.23 |
| 8                 | José María Larocca   | ARG Argentina                       | Finn Lente                        | 0      | 5      | 18.27 |
| 9                 | Beth Underhill       | CAN Canadá                          | Nikka Vd Bisschop                 | 9      | 4      | 21.02 |
| 10                | Leandro Moschini     | ARG Argentina                       | Abril Iconthon                    | 4      | 5      | 21.05 |
| 11                | Eugenio Garza Pérez  | MEX México                          | Contago                           | 4      | 12     | 21.63 |
| 12                | Ignacio Maurin       | ARG Argentina                       | Chaquitos PS                      | 4      | 8      | 22.69 |
| 13                | Agustín Covarrubias  | CHI Chile                           | Nelson du Petit Vivier            | 0      | 6      | 24.96 |
| 14                | Tiffany Foster       | CAN Canadá                          | Figor                             | 12     | 10     | 26.4  |
| 15                | Luis Larrazabal      | VEN Venezuela                       | Condara                           | 12     | 8      | 26.41 |
| 16                | René Lopez           | COL Colômbia                        | Kheros Van'T Hoogeinde            | 8      | 9      | 29.72 |
| 17                | Samuel Parot Jr      | CHI Chile                           | Hfb Versace                       | 9      | 8      | 30.09 |
| 18                | Jorge Matte          | CHI Chile                           | Winning Good                      | 8      | 12     | 39.9  |
| 19                | Nicolás Gamboa       | COL Colômbia                        | Nkh Mr. Darcy                     | 16     | 8      | 49.15 |
| 20                | Nicolás Pizarro      | MEX México                          | Pia Contra                        | 16     | ABST   |       |
| 21                | Alonso Valdez        | PER Peru                            | Acuero                            | 16     |        | 47.52 |
| 22                | Vasco Flores         | PUR Porto Rico                      | Cosmona                           | 28     |        | 53.8  |
| 23                | Victoria Heurtematte | PAN Panamá                          | Scarlett du Sart Z                | 23     |        | 63.03 |
| 24                | Wylder Rodríguez     | EAI Equipe de Atletas Independentes | Highway S                         | 19     |        | 70.37 |
| 25                | Denis Gouvea         | PAR Paraguai                        | Lanciano SP                       | 26     |        | 79.54 |
| 26                | Raúl Guarino         | URU Uruguai                         | Quaido                            | 41     |        | 91.9  |
| 27                | Juan Ortiz           | VEN Venezuela                       | Catch the Dark Z                  | RET    |        |       |
| 27                | Juan Serra           | URU Uruguai                         | Quebelle                          | RET    |        |       |